# Île Carn
Île Carn (bretonisch Enez Karn) ist eine unbewohnte Gezeiteninsel (französisch Île-de-marée) in Ploudalmézeau im Département Finistère in der Bretagne, Frankreich. Die an der Côte des Abers gelegene Insel hat eine Fläche von knapp fünf Hektar.

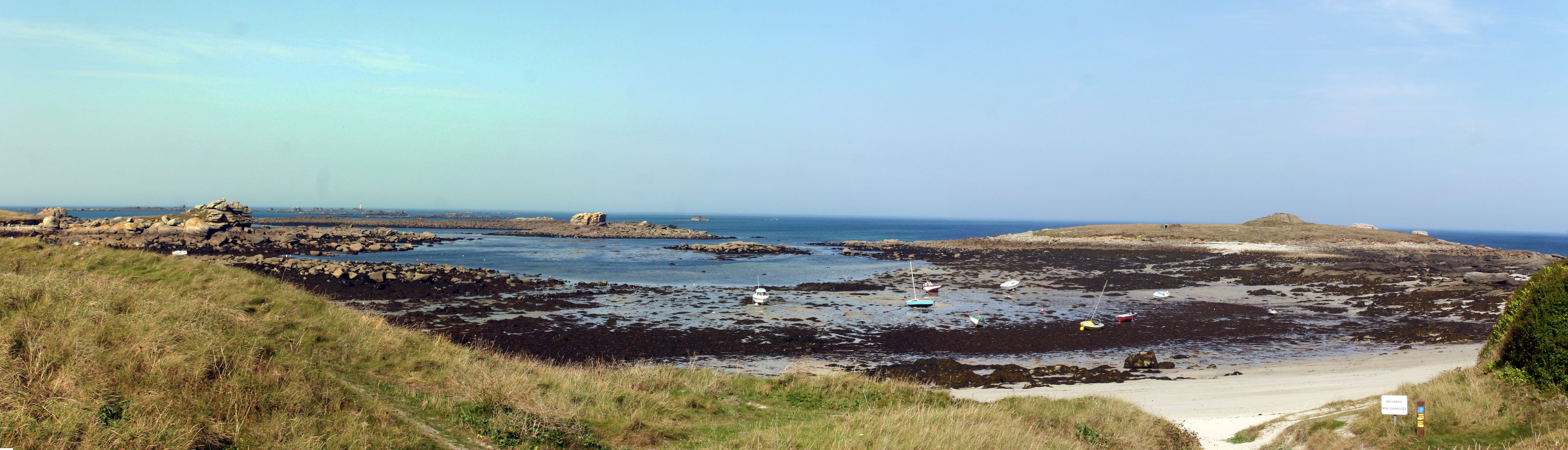
Panorama

## Frühgeschichte
Die Megalithanlage auf der Île Carn entstand zeitnah zum Cairn von Barnenez (etwa 4200 v. Chr.) und gehört damit zu den ältesten der Welt. Zur Zeit der Errichtung des trapezoiden Cairns lag der Meeresspiegel noch 4–5 m niedriger. Der vorgelagerte Küstenstrich ist heute vom Meer überflutet und das Eiland nur bei Ebbe zugänglich. 
Es beherbergt in einem Cairn aus Granitgestein drei relativ gut erhaltene Dolmen à couloir mit Decken aus Kraggewölben. Der erste Tholoi wurde im Jahre 1954 entdeckt, die beiden anderen bald darauf. Der letztere dieser Rundbauten verfügt über eine seltene Doppelkammer. Die Kammer des mittleren Dolmens war unbeschädigt, die der beiden anderen wurden nach der Ausgrabung restauriert. Heute zeigt das Ensemble das gleiche bauliche System wie in Barnenez.
Es fanden sich Tongefäße, Feuersteinklingen und Holzkohle, anhand derer man die Datierung des Bauwerks vornehmen konnte. Gegen 2500 v. Chr. war Carn noch in Gebrauch, wie einige Kragenflaschen nordeuropäischen Ursprungs belegen. Als die Dolmen nicht mehr genutzt wurden umgab man die Anlage mit einer Verblendung aus Stein. Um die Struktur sichtbar zu machen, hat man nun die Außenfassade partiell abgetragen und die Eingänge der Dolmen freigelegt.

Île Carn
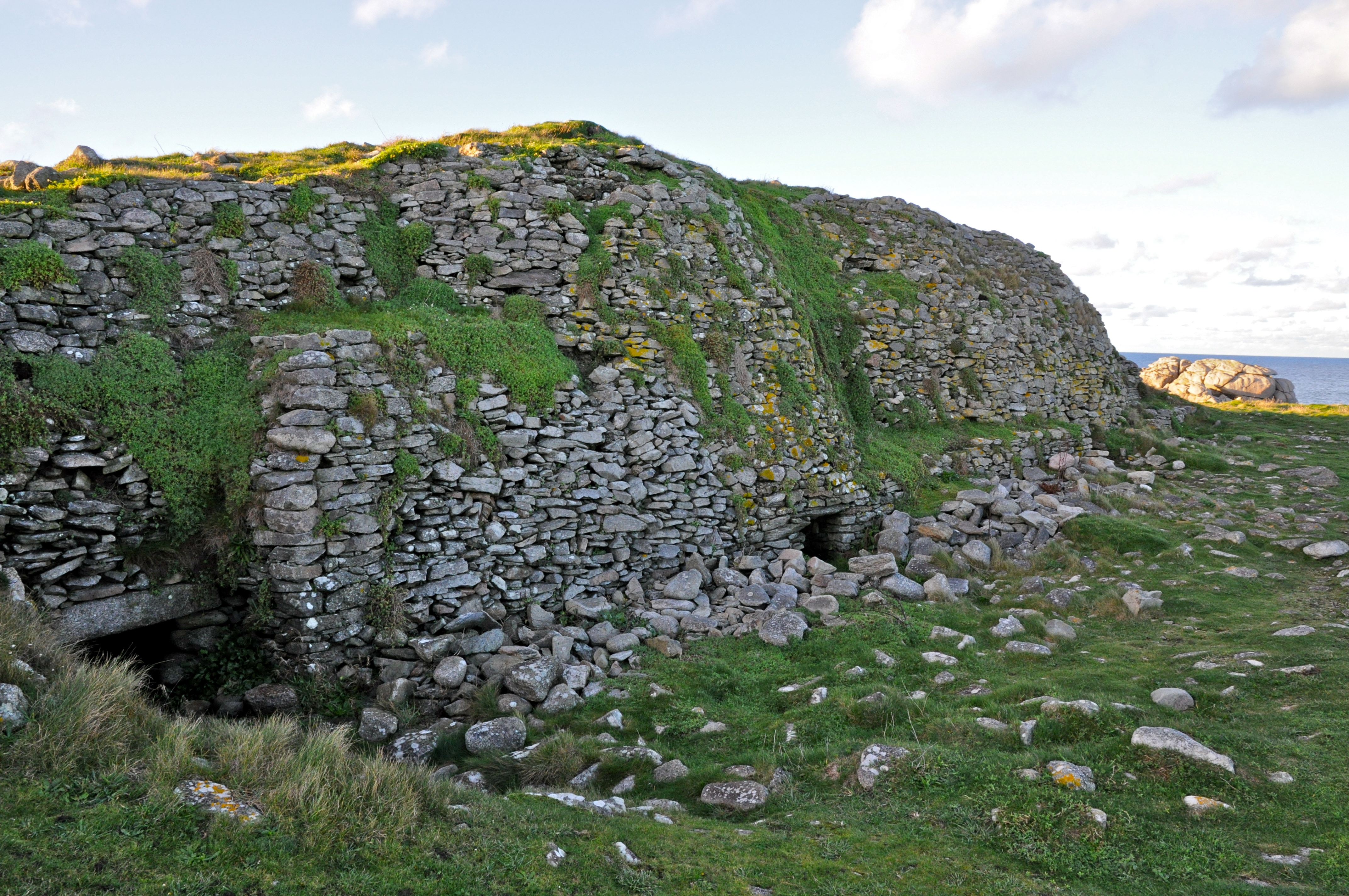
Der Cairn - Kammerzugänge 1 + 2 sind erkennbar
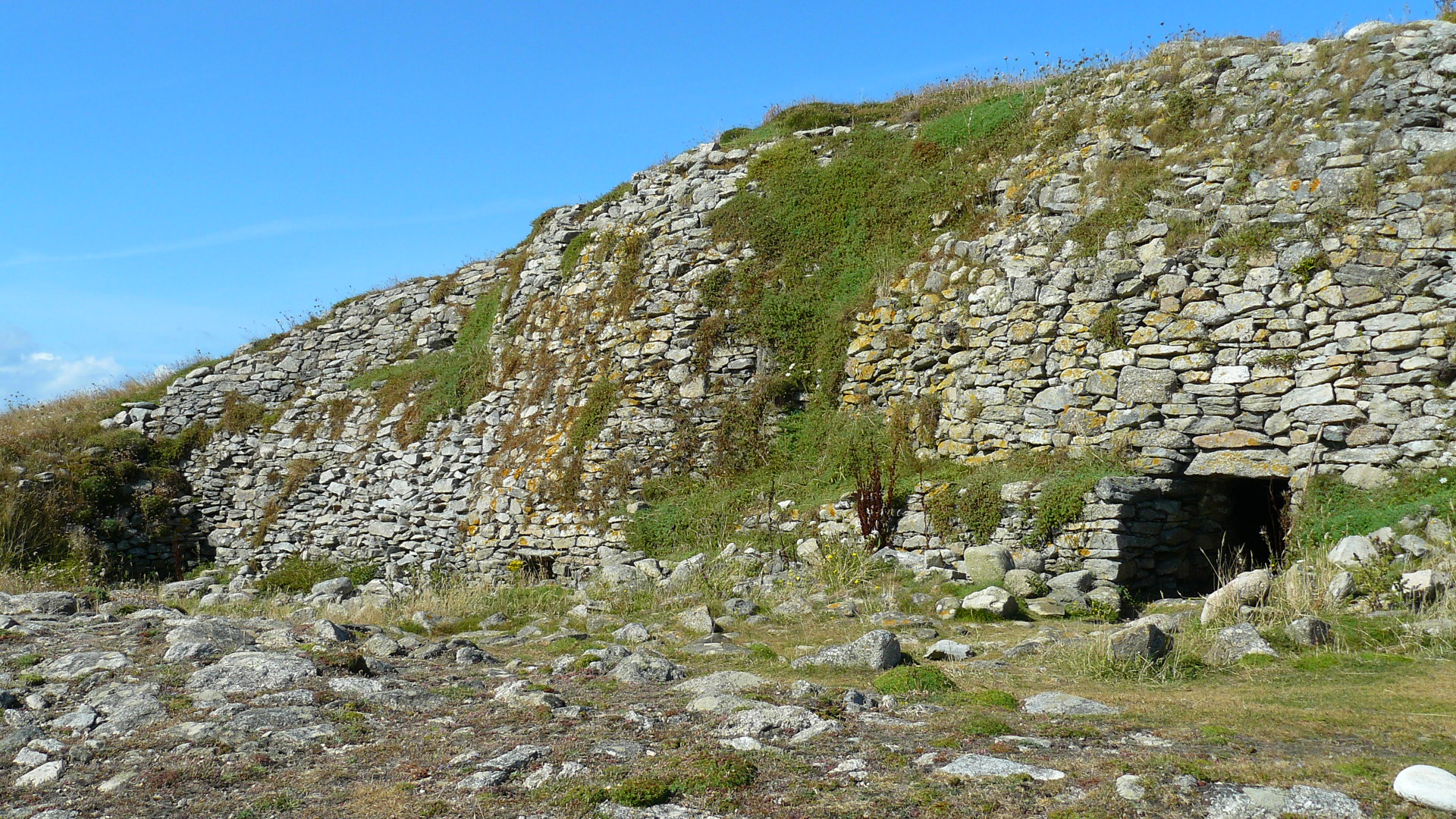
Kammerzugang 3
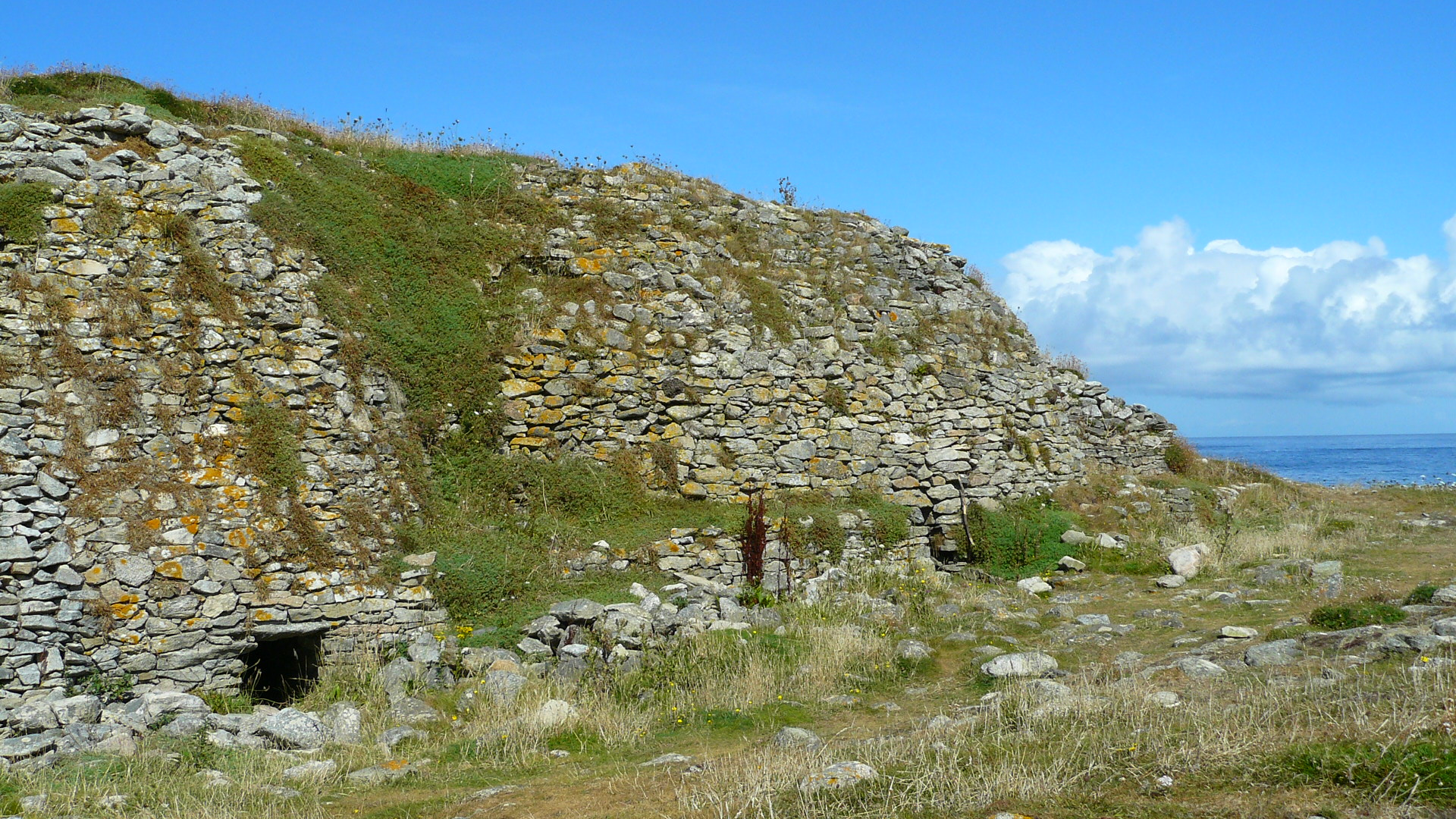
Der mittlere Zugang
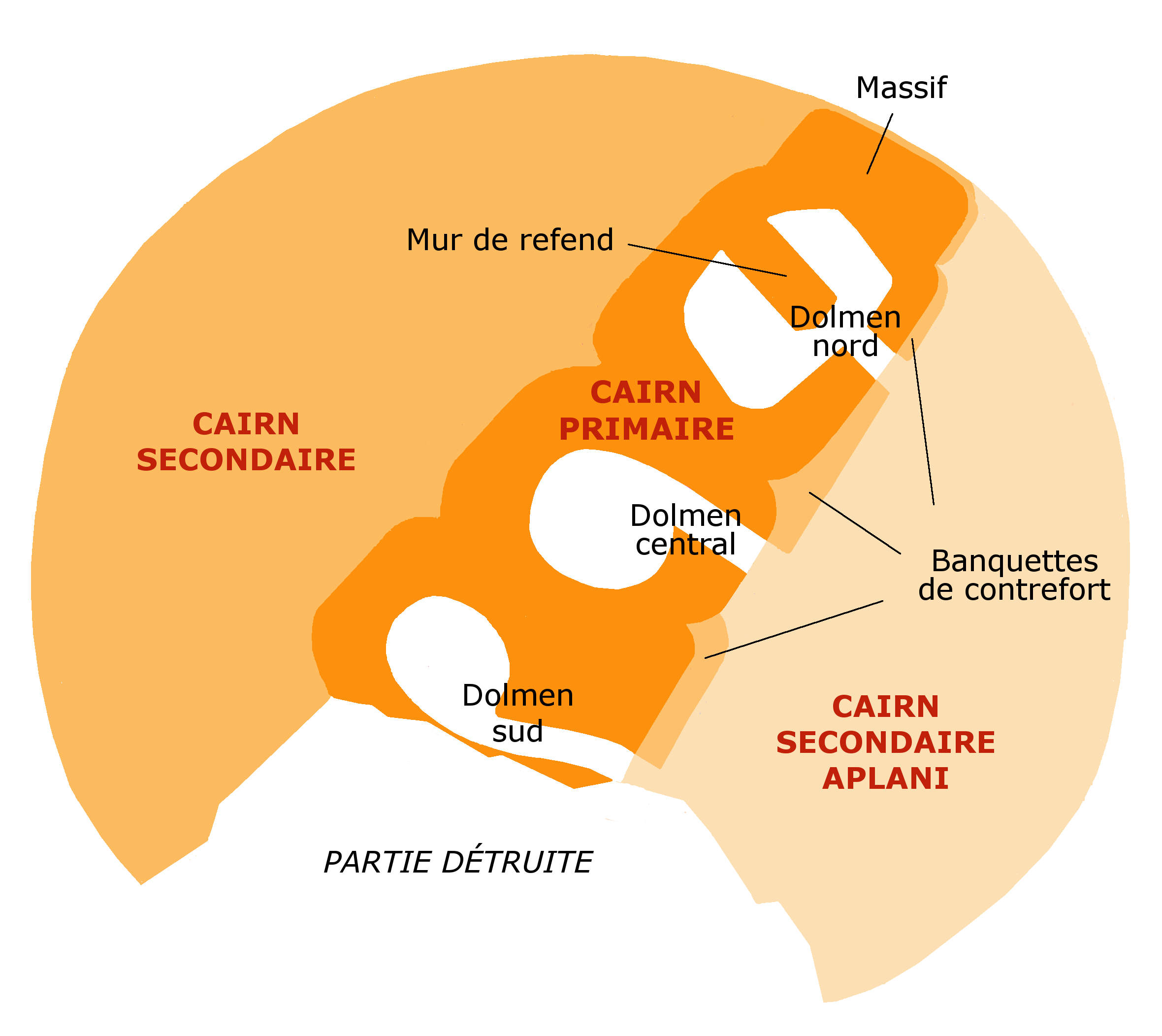
Grundplan

## Legende
Eine Legende zur Île Carn besagt, dass sie das Schloss eines Freiherrn mit Pferdeohren beherbergt habe, der nach jeder Rasur den herbeigerufenen Friseur umbringen ließ, um sein Geheimnis zu wahren. Erst Losthouarn aus dem Dorf Pen-ar-Pont schaffte es, als Friseur zu überleben, indem er dem König mit dem Rasiermesser die Kehle durchschnitt, bevor er seine Arbeit beendete.

## Sonstiges
Wenige Kilometer westlich der Insel sank 1978 der Tanker Amoco Cadiz.